# New Boyz
New Boyz é um grupo americano de hip hop, rap e jerkin' formado por rappers Earl "Ben J" Benjamin (nascido em 13 de outubro de 1991) e Dominic "Legacy" Thomas (nascido em 12 de outubro de 1991)de Hesperia (Califórnia). Eles estrearam no Verão de 2009 com seu hit viral, "You're a Jerk", extraído do seu álbum de estúdio Skinny Jeanz and a Mic, lançado em setembro de 2009. A canção atingiu o pico nos trinta topo da Billboard Hot 100 Um segundo single, "Tie Me Down", com Ray J, também foi bem sucedida e atingiu o pico nos trinta topo.

## História
Benjamin e Thomas se conheceram como calouros da Hesperia High School. Os dois foram originalmente rivais, mas se tornaram amigos ao longo de um interesse comum na música.Thomas começou a cantar com a idade de oito depois de assistir um vídeo da música de Bow Wow, Benjamin,não tinha planos de seguir uma carreira musical, em vez disso, tinha a intenção de jogar futebol no San Diego State University. no entanto, Benjamin decidiu se concentrar mais na música depois que ele descobriu que Thomas foi alcançar o sucesso no rap. Como seus aniversários são em outubro com 1 dia separando eles , eles pediam dinheiro de aniversário para comprar equipamentos de gravação. Thomas, em seguida, aprendeu sozinho a fazer batidas de músicas do grupo, com um programa de computador chamado Fruity Loops, dizendo "Eu tive que aprender sozinho. Nós não queremos pagar por batidas." Depois de Thomas transferido para uma nova escola, eles decidiram formar um grupo. Com Benjamin sendo "Ben J" e Thomas sendo "Legacy", que começou a se apresentar juntos, como o Boyz Swagger em 4 de julho de 2008 e criou uma página no MySpace para promover a sua auto-publicação do single "Colorz".

### 2009: Skinny Jeanz and a Mic
No verão de 2009, o New Boyz lançou 'single "You're a Jerk", baseado nos estilos de danças locais de jerkin', se tornou um hit nacional. "You're a Jerk" ficando em # 24 na Billboard Hot 100 e # 4 n the Hot Rap Tracks charts. O New Boyz Lançou o álbum de Estudio Skinny Jeanz and a Mic em Setembro de 2009. Gravado pelas gravadoras Shotty e Asilo, o álbum alcançou a posição # 56 na Billboard 200 e # 8 no Top álbuns gráficos Rap . "Tie me Down", com Ray J, foi o segundo single do álbum de estudio do New Boyz; essa canção continha Auto-Tune. "Tie Me Down" alcançou a posição # 22 no Hot 100 e # 5 no Hot Rap Tracks.

### 2010-presente: Too Cool to Care
Em julho de 2010, New Boyz lançou uma música com o cantor das Ilhas Virgens Britânicas Iyaz "Break My Bank", que atingiu um pico de número 68 na Billboard Hot 100.    New Boyz lançou seu segundo álbum de estúdio, Too Cool to Care, em 17 de maio de 2011. No álbum, a dupla se concentra menos no "Jerkin'",enfatizando diversas influências. Legacy afirmou que no álbum anterior, os ouvintes "eram mais voltados a esses caras vestindo jeans skinny," eles estão fazendo coisas idiota ', então é por isso que a certeza sobre esse segundo álbum, nós deixa mais conhecidos". O grupo planeja fazer experiências com outros gêneros além do hip-hop, incluindo rock. Em 15 de fevereiro de 2011, New Boyz lançou seu segundo single do álbum " Too Cool to Care" "Backseat", com The Cataracs e Dev.

### Álbuns de estúdio
- 2009: Skinny Jeanz and a Mic
- 2011: Too Cool to Care